# Kawaii metal
Kawaii metal (též idol metal, cute metal nebo kawaiicore, japonsky カワイイメタル) je hudební žánr z Japonska, který v sobě kombinuje prvky heavy metalu a J-popu. Zahrnuje i japonské idoly. Název se odvíjí od slova kawaii, které označuje japonskou roztomilost.
První úspěšnou kawaii metalovou skupinou byla dívčí skupina Babymetal založená v roce 2010.[zdroj?]

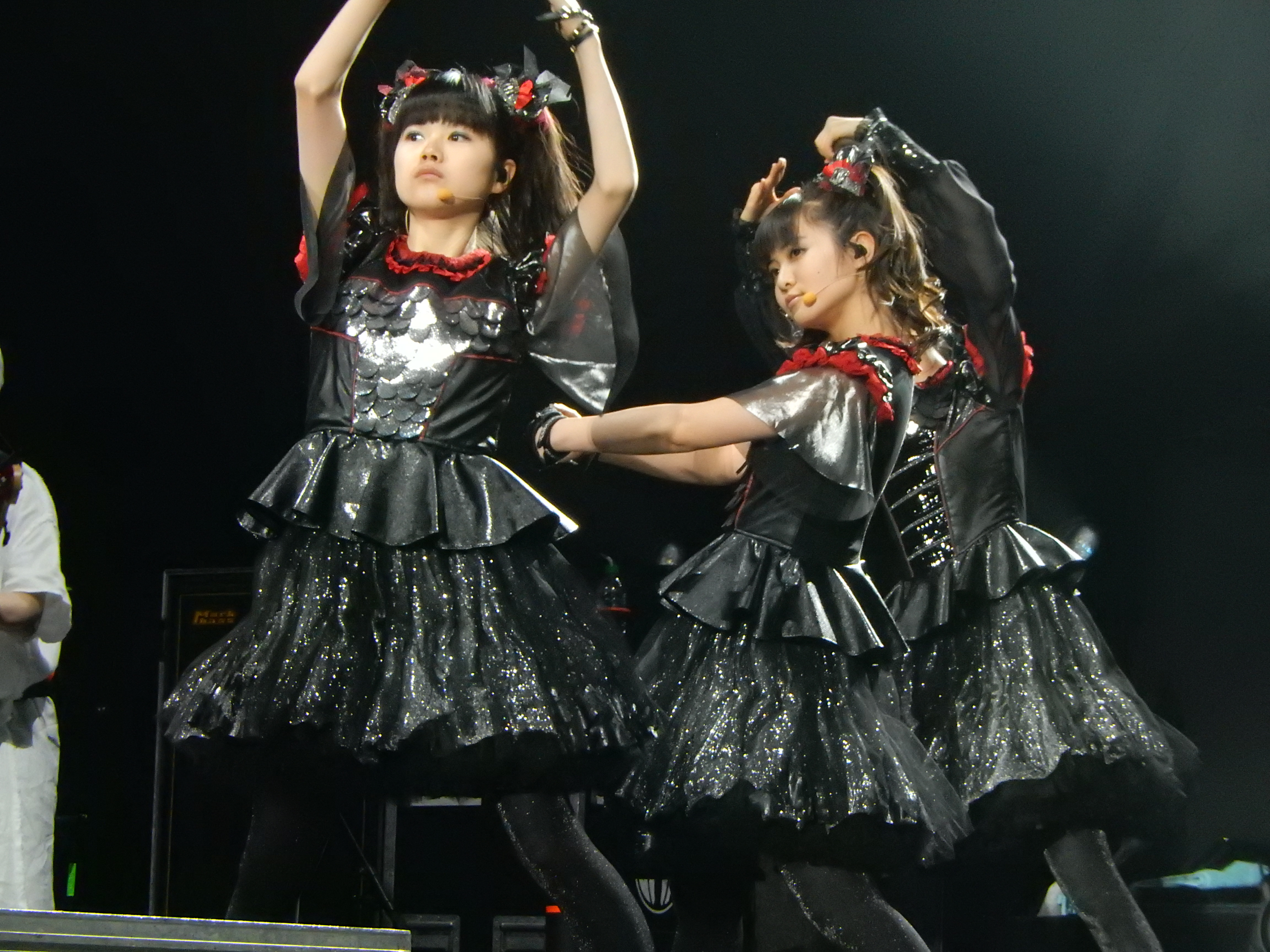
Vystoupení skupiny Babymetal

## Seznam kawaiimetalových hudebních skupin
Babymetal, Aldious, Band-Maid, Dazzle Vision, Deadlift Lolita, Doll$Boxx, Kamen Joshi, Ladybaby, Necronomidol – všechny tyto skupiny pocházejí z Japonska.